# Rechnungshof (Genf)
Der Rechnungshof des Kantons Genf ist eine Behörde für die Finanzkontrolle. Geschaffen wurde der Rechnungshof in einer kantonalen Abstimmung im Jahr 2005. Die Mitglieder des Rechnungshofs werden von der stimm- und wahlberechtigten Genfer Bevölkerung für eine Amtszeit von 6 Jahren gewählt und dürfen wiedergewählt werden.
Der Genfer Rechnungshof ist nach dem 2003 eingerichteten waadtländischen die zweite von der Verwaltung völlig unabhängige solche Behörde eines Schweizer Kantons.

## Rechtliche Grundlage
Der Rechnungshof wurde mittels einer Neufassung des Artikels 141 der damaligen Kantonsverfassung von 1847 geschaffen. Der Bundesrat empfahl der Bundesversammlung, den neuen Artikel mit Ausnahme von dessen Absatz 3 zu gewährleisten, da dieser vorsah, dass nur Bürger «weltlichen Standes» wählbar seien. Damit wären Geistliche, also Pfarrer, Rabbiner, Imame oder solche anderer Religionen, von diesem Amt ausgeschlossen worden, was im Widerspruch zur Bundesverfassung, zur EMRK und zum UNO-Pakt II als Verletzung der Religionsfreiheit steht. Die Bundesversammlung übernahm diese Sicht und verweigerte die Gewährleistung von Artikel 141 Absatz 3.
In der neuen Kantonsverfassung von 2012, wo dem Rechnungshof die Artikel 128–131 gewidmet sind, ist der fragliche Absatz nicht mehr vorhanden.